# Herman Wirth
Felix Herman Wirth Roeper Bosch, även stavat Hermann, född 6 maj 1885 i Utrecht, död 16 februari 1981 i Kusel, var en nederländsk autodidakt historiker som i huvudsak var verksam i Tyskland.
Hans far var tysk skollärare och universitetslektor i Utrecht; själv studerade han germanistik, filologi, historia och musikvetenskap i Utrecht, sedan vid Leipzigs universitet.  1909 blev han docent i holländsk filologi vid universitetet i Berlin och 1911 fil.dr på avhandlingen Untergang des niederländischen Volksliedes. 1914 tog han värvning i Tysklands armé, men han placerades på en civil post i det ockuperade Belgien. Han blev betagen i den flamländska frihetsrörelsen och skaffade pengar för dess räkning i Tyskland. På grund av detta avsattes han från sin post. 
År 1928 gav Wirth ut Aufgang der Menschheit. I detta verk berättar Wirth om hur ett urariskt folkslag levde på Atlantis där de tillbad en solär fadersgud, men följde en matriarkal rättsordning. När Atlantis sjönk flydde urarierna till Norden. Genom att kartlägga deras kultur, vilket framför allt innebar studier av runor, hällristningar och andra förhistoriska bilder, hoppades Wirth kunna pånyttföda denna "nordiska ras" och dess urreligion. Dessa egensinniga teorier gjorde det möjligt för Wirth att tillsammans med Heinrich Himmler och Walther Darré grunda SS-Ahnenerbe. Efter ett par år, efter att nazisterna kommit till makten, hamnade dock Wirth i onåd och hans idéer fick ge vika för mindre fantasifulla teorier. Nazisterna var trötta på matriarkatdrömmar oaktat hur konservativa och rasistiska de var.
Herman Wirth var fascinerad av hällristningsområdet i Tanum. Han gjorde flera resor dit under 1930-talet. Han gjorde avnjutningar men hans oskicklighet gjorde att han skadade ristningarna varpå hans verksamhet vid ristningarna förbjöds. Under ett besök i Stockholm i september 1935 gav han en föreläsning för Samfundet Manhem om "Sverige och den germanska andens äldsta historia". 
Efter andra världskriget försökte sig Herman Wirth på en ny karriär i Sverige med sitt Institut för färgfoto i Lund. I början av 1950-talet bosatte han sig på en gård utanför Hässleholm. Han höll sin egentliga bakgrund i Nazityskland hemlig. Institut för färgfoto finansierades av Holger Crafoord men Wirth tvingades lämna företaget när hans bakgrund kom fram. Han hade då kört företaget i botten. Han försökte få svenskt medborgarskap men nekades och återvände sedan 1955 till Marburg i Västtyskland. 